# Dotyk (album)
Dotyk – debiutancki album studyjny polskiej piosenkarki Edyty Górniak, wydany 8 maja 1995 nakładem wytwórni Pomaton EMI.
W 2025 album uzyskał status diamentowej płyty.
Dotyk (Remaster 2020) – 8 maja 2020, z okazji 25-lecia wydania płyty, na rynku pojawiała się wersja winylowa albumu ze zremasterowanym materiałem. Odświeżenie materiału zostało powierzone Grzegorzowi Piwkowskiemu, który pracował nad masterem Dotyku. Materiał został też udostępniony na wszystkich serwisach streamingowych jako Dotyk (Remaster 2020).

## Lista utworów
1. Jestem kobietą – 4:11
2. Będę śniła – 4:26
3. Dotyk – 4:26
4. Szyby – 5:07
5. Niebo to my – 5:11
6. Nie opuszczaj mnie – 4:30
7. Litania – 4:20
8. Kasztany (utwór zapowiada Wojciech Mann) – 5:29
9. Pada śnieg (duet z Krzysztofem Antkowiakiem) – 4:15
10. To nie ja! – 3:03
11. Jej portret – 4:58

## Utwory powiązane
- „Once In A Lifetime” – jest angielską wersją piosenki „To nie ja!” do której słowa napisał Graham Sacher, producent obu wersji. Utwór został wydany 11 marca 1994 na oficjalnym singlu zawierającym oba utwory.
- „Love Is on the Line” – piosenkę tę Edyta otrzymała od Kylie Minogue, singel wydano w lutym 1996, zamieszczono na nim cztery wersje tytułowej piosenki (albumową, wydłużoną, remix oraz a cappella). Utwór został nagrany zaraz po premierze debiutanckiego albumu Górniak, jednak choć nie ma go na nim, można go zaliczyć do tamtego etapu kariery wokalistki.
- „Room for Change” – Edyta wykonywała tę piosenkę na recitalach i koncertach, które miały miejsce przed wydaniem płyty Dotyk. Piosenka napisana przez Laurę Pallas i Cliffa Cresswella. Kiedy Edyta zaprzestała wykonywania tej piosenki, Laura Pallas planowała reprezentować nią Wielką Brytanię podczas 42. Konkursu Piosenki Eurowizji. Utwór nie został jednak dopuszczony do festiwalu.

## Single
- To nie ja!, reżyseria teledysku – Bolesław Pawica
- Once In A Lifetime, reżyseria teledysku – Dir Kola Ilori
- Jestem kobietą – reżyseria teledysku – Gareth Roberts
- Dotyk – reżyseria teledysku Nigel Askew
- Niebo to my
- Będę śniła
- Pada śnieg duet z Krzysztofem Antkowiakiem

## Twórcy
- Edyta Górniak – śpiew
- Agata Miklaszewska – słowa (4, 7)
- Andrzej Biskupski – trąbka (4)
- Andrzej Jagodziński – fortepian (11)
- Gerry Kitchenham – mix (10)
- Graham Sacher – produkcja (10)
- Grzegorz Piwkowski – mastering
- Henryk Miśkiewicz – saksofon, aranżacja (11)
- Jacek Cygan – słowa (1, 3, 5, 9-10)
- Jacek Hamela – mix (1)
- Jacques Brel – muzyka (6)
- Janusz Kofta – słowa (11)
- Janusz Stokłosa – muzyka (4, 7), aranżacja (4,7)
- Krystyna Wodnicka – słowa (8)
- Krzysztof Antkowiak – śpiew (9)
- Krzysztof Marcinkowski – koncertmistrz (9)
- Marcin Kydryński – produkcja (11)
- Mariusz "Fazi" Mielczarek – saksofon (1, 3, 5, 8)
- Mariusz Ejsmont – słowa (2)
- Marlena Bielińska – zdjęcia
- Martyna Miklaszewska – słowa (4, 7)
- Marzena Jaremko – obój (9)
- Michał Dąbrówka – perkusja (1-5, 7-8)
- Michał Grymuza – gitary (1-5, 7-9)
- Piotr Rubik – muzyka (3)
- Rafał Paczkowski – mix, muzyka (9), produkcja (3-4, 6, 8-9)
- Stanisław Syrewicz – muzyka (10)
- Tadeusz Mieczkowski – mix (11)
- Tim Smith – projekt graficzny
- Włodzimierz Nahorny – muzyka (11)
- Wojciech Kowalewski – perkusja (9)
- Wojciech Mann – głos (8)
- Wojciech Młynarski – słowa (6)
- Wojtek Olszak – aranżacje, instrumenty klawiszowe, muzyka (1-2, 5,) produkcja (1-2, 5, 7)
- Wojtek Pilichowski – bas (1-5, 7-8)
- Zbigniew Korepta – muzyka (8)

## Certyfikaty
| Kraj   | Data             | Certyfikat         | Sprzedaż |
| ------ | ---------------- | ------------------ | -------- |
| Polska | 26 maja 1995     | złota płyta        | 100 000  |
| Polska | 30 grudnia 1995  | platynowa płyta    | 200 000  |
| Polska | 30 grudnia 1995  | 2× platynowa płyta | 400 000  |
| Polska | 16 września 1997 | 4× platynowa płyta | 400 000  |
| Polska | 21 maja 2025     | diamentowa płyta   | 800 000  |